# العلاقات النرويجية البوتانية
العلاقات النرويجية البوتانية هي العلاقات الثنائية التي تجمع بين النرويج وبوتان.

## مقارنة بين البلدين
هذه مقارنة عامة ومرجعية للدولتين:
| وجه المقارنة                                              | النرويج                                                   | بوتان          |
| --------------------------------------------------------- | --------------------------------------------------------- | -------------- |
| المساحة (كم2)                                             | 385.21 ألف                                                | 38.39 ألف      |
| عدد السكان (نسمة)                                         | 5.33 مليون                                                | 807.61 ألف     |
| الكثافة السكانية (ن./كم²)                                 | 13.84                                                     | 21.04          |
| العاصمة                                                   | أوسلو                                                     | تيمفو          |
| اللغة الرسمية                                             | بوكمول، لغات السامي، نينوشك، اللغة النرويجية              | لغة دزونكا     |
| العملة                                                    | كرونة نروجية                                              | نغولترم بوتاني |
| الناتج المحلي الإجمالي (بليون دولار)                      | 398.83 مليار                                              | 2.51 مليار     |
| الناتج المحلي الإجمالي (تعادل القوة الشرائية) بليون دولار | 322.23 مليار                                              | 6.49 مليار     |
| الناتج المحلي الإجمالي الاسمي للفرد دولار أمريكي          | 74.40 ألف                                                 | 2.66 ألف       |
| الناتج المحلي الإجمالي للفرد دولار أمريكي                 | 65.61 ألف                                                 | 7.82 ألف       |
| مؤشر التنمية البشرية                                      | 0.944                                                     | 0.605          |
| رمز المكالمات الدولي                                      | +47                                                       | +975           |
| رمز الإنترنت                                              | .no                                                       | .bt            |
| المنطقة الزمنية                                           | ت ع م+01:00، ت ع م+02:00، توقيت وسط أوروبا، أوروبا/أوسلو ‏ | ت ع م+06:00    |

## منظمات دولية مشتركة
يشترك البلدان في عضوية مجموعة من المنظمات الدولية، منها:
| علم المنظمة | اسم المنظمة                        | تاريخ انضمام النرويج | تاريخ انضمام بوتان |
| ----------- | ---------------------------------- | -------------------- | ------------------ |
|             | وكالة ضمان الاستثمار متعدد الأطراف | 9 أغسطس 1989         | 21 أكتوبر 2014     |
|             | منظمة الشرطة الجنائية الدولية      | ?                    | ?                  |
|             | منظمة حظر الأسلحة الكيميائية       | ?                    | ?                  |
|             | الأمم المتحدة                      | 27 نوفمبر 1945       | 21 سبتمبر 1971     |
|             | مؤسسة التمويل الدولية              | 20 يوليو 1956        | 1 ديسمبر 2003      |
|             | يونسكو                             | 4 نوفمبر 1946        | 13 أبريل 1982      |
|             | مؤسسة التنمية الدولية              | 24 سبتمبر 1960       | 28 سبتمبر 1981     |
|             | بنك التنمية الآسيوي                | 1966                 | 1982               |
|             | البنك الدولي للإنشاء والتعمير      | 27 ديسمبر 1945       | 28 سبتمبر 1981     |
|             | الاتحاد البريدي العالمي            | ?                    | ?                  |
|             | الاتحاد الدولي للاتصالات           | 1866                 | 15 سبتمبر 1988     |

## وصلات خارجية
- موقع وزارة الخارجية النرويجية
- موقع وزارة الخارجية البوتانية